# Reugney
Reugney ist eine französische Gemeinde mit 269 Einwohnern (Stand: 1. Januar 2022) im Département Doubs in der Region Bourgogne-Franche-Comté.

## Geographie
Reugney liegt auf 697 m über dem Meeresspiegel, etwa zehn Kilometer südlich von Ornans und 26 Kilometer südsüdöstlich der Stadt Besançon (Luftlinie). Das Dorf erstreckt sich im Jura, in einer Mulde am südlichen Rand der Hochfläche von Amancey, am Nordfuß des Tan.
Die Fläche des 8,19 km² großen Gemeindegebiets umfasst einen Abschnitt des französischen Juras. Der nördliche Teil des Gebietes wird von der gewellten Hochfläche des Plateaus von Amancey eingenommen, das durchschnittlich auf 680 m liegt und überwiegend von Wiesland bestanden ist. Nach Süden erstreckt sich das Gemeindeareal über einen bewaldeten Steilhang auf den breiten Höhenrücken des Tan, der in geologisch-tektonischer Hinsicht eine Antiklinale bildet und gemäß der Streichrichtung des Juras in dieser Region in Richtung Westsüdwest-Ostnordost orientiert ist. Hier wird mit 911 m die höchste Erhebung von Reugney erreicht. Die westliche Grenze verläuft dabei im Erosionskessel des Val du Bas des Mais nördlich des Malvaux. Der Bach versickert jedoch, sobald er auf das Plateau von Amancey hinaustritt. Ansonsten besitzt das gesamte Gebiet keine oberirdischen Fließgewässer, weil das Niederschlagswasser im verkarsteten Untergrund versickert.
Nachbargemeinden von Reugney sind Silley-Amancey und Chantrans im Norden, Amathay-Vésigneux im Osten, Levier im Süden sowie Bolandoz im Westen.

## Geschichte
Erstmals urkundlich erwähnt wird Reugney bereits im Jahr 945 unter dem Namen Villa Rudiniacus. Seit dem Mittelalter gehörte Reugney zur Herrschaft Maillot. Zusammen mit der Franche-Comté gelangte das Dorf mit dem Frieden von Nimwegen 1678 an Frankreich. Heute ist Reugney Mitglied des Gemeindeverbandes Loue-Lison.

## Sehenswürdigkeiten

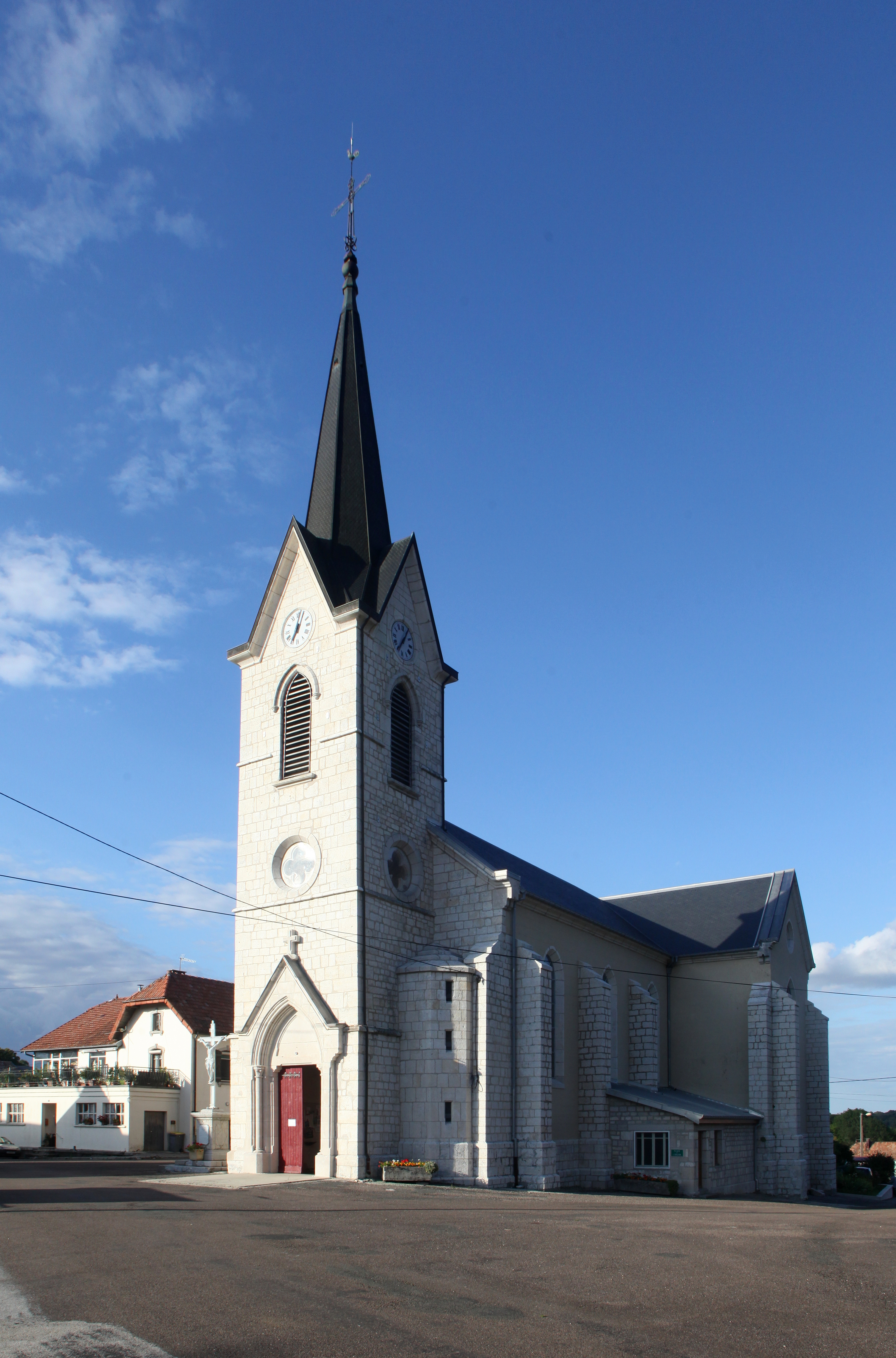
Kirche Saint-Martin

Die Dorfkirche Saint-Martin in Reugney wurde im 19. Jahrhundert im Stil der Neugotik erbaut und besitzt ein bronzenes Taufbecken aus dem 15. Jahrhundert. Die Kapelle Saint-Joseph wurde 1861 errichtet. Erhalten sind der Herrschaftssitz Maillot und zahlreiche Bauernhäuser im charakteristischen Stil des Haut-Doubs aus dem 17. bis 19. Jahrhundert.

## Bevölkerung
| Jahr                       | 1962 | 1968 | 1975 | 1982 | 1990 | 1999 | 2006 | 2016 |
| Einwohner                  | 249  | 212  | 194  | 193  | 186  | 230  | 311  | 316  |
| Quellen: Cassini und INSEE |      |      |      |      |      |      |      |      |

Mit 269 Einwohnern (1. Januar 2022) gehört Reugney zu den kleinen Gemeinden des Départements Doubs. Nachdem die Einwohnerzahl in der ersten Hälfte des 20. Jahrhunderts deutlich abgenommen hatte (1886 wurden noch 340 Personen gezählt), wurde seit Beginn der 1990er Jahre wieder ein kontinuierliches Bevölkerungswachstum verzeichnet.

## Wirtschaft und Infrastruktur
Reugney war bis weit ins 20. Jahrhundert hinein ein vorwiegend durch die Landwirtschaft, insbesondere Milchwirtschaft und Viehzucht, sowie durch die Forstwirtschaft geprägtes Dorf. Daneben gibt es heute einige Betriebe des lokalen Kleingewerbes, darunter eine Sägerei und einige Handwerksbetriebe. Mittlerweile hat sich das Dorf auch zu einer Wohngemeinde gewandelt. Viele Erwerbstätige sind Wegpendler, die in den größeren Ortschaften der Umgebung ihrer Arbeit nachgehen.
Die Ortschaft liegt abseits der größeren Durchgangsstraßen an einer Departementsstraße, die von Amancey nach Lods führt. Eine weitere Straßenverbindung besteht mit Silley-Amancey.